# Tylonycteris robustula
Tylonycteris robustula — вид рукокрилих ссавців з родини лиликових.

## Середовище проживання
Країни проживання: Бруней-Даруссалам, Камбоджа, Китай, Індія, Індонезія, Лаос, Малайзія, М'янма, Філіппіни, Сингапур, Таїланд, Східний Тимор, В'єтнам. Вид був записаний від 800 до 1000 м над рівнем моря. Мешкає в різних бамбукових місцях проживання. Спочиває в бамбуках і ущелинах скель колоніями до 32 тварин.

## Поведінка, відтворення
Харчується термітами. Народжуються два дитинча після періоду вагітності 84-91 днів.

## Загрози та охорона
Немає серйозних загроз для цього виду. Цей вид відомий з багатьох природоохоронних територій.